# Erika Mann
Erika Julia Hedwig Mann (Monaco di Baviera, 9 novembre 1905 – Zurigo, 27 agosto 1969) è stata una saggista, scrittrice e antifascista tedesca, primogenita dei sei figli dello scrittore Thomas Mann e di sua moglie Katia.

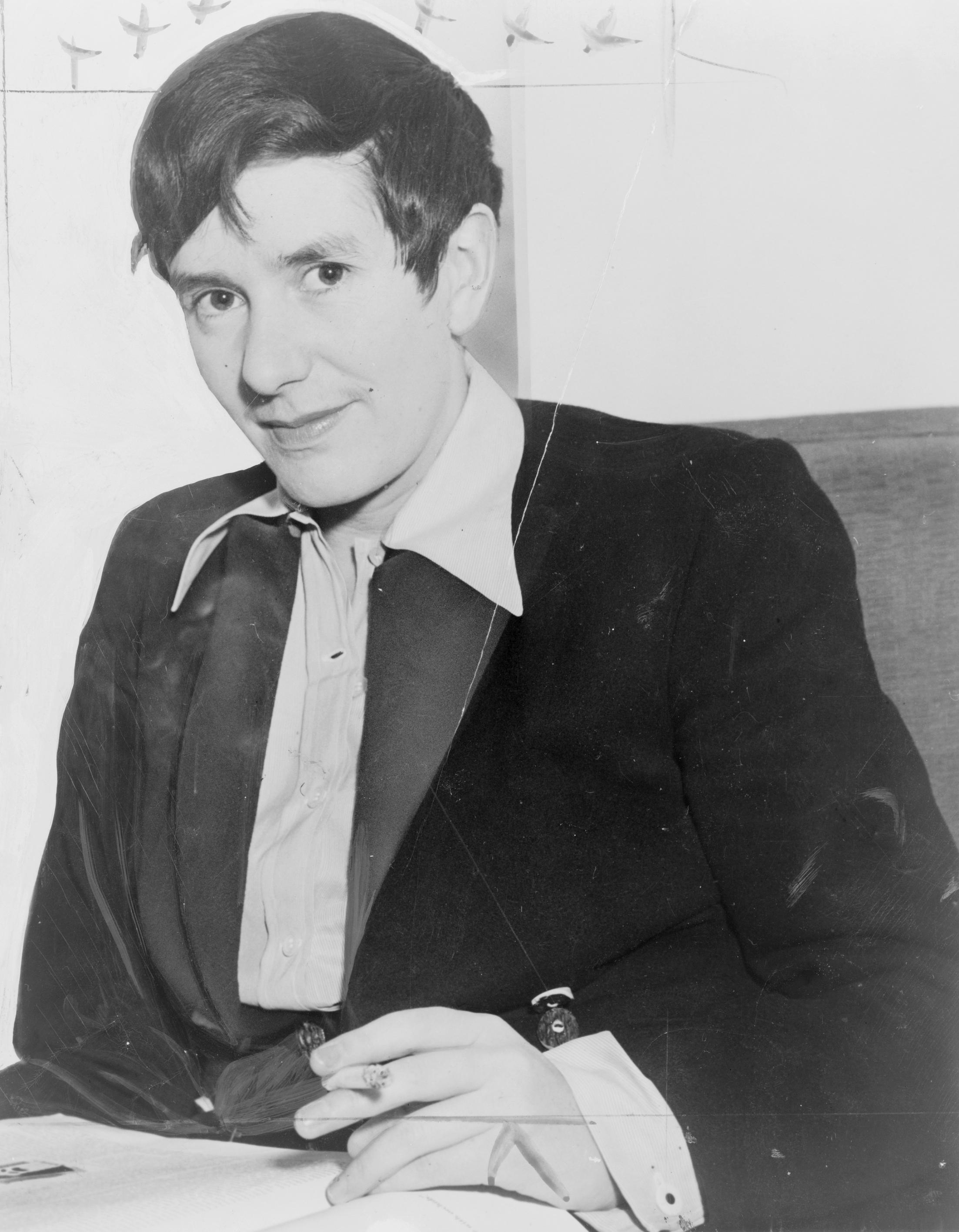
Erika Mann in un'immagine anteriore al 1945

È stata autrice di libri per l'infanzia, ma non solo: curò infatti anche la pubblicazione dell'epistolario intercorso fra lei e il celebre genitore nel libro Mein Vater, der Zauberer (Mio padre, il mago). In esso sono raccolti - oltre alle numerose lettere - pensieri scritti su pagine di diario tesi a delineare l'intenso rapporto affettivo, ma anche di collaborazione artistica, che univa padre e figlia. Non a caso il mago del titolo (scelto, secondo l'autrice, di concerto con i fratelli) richiama quell'atmosfera di magia cara a Thomas Mann e ricorrente in molte sue opere.

## Biografia
Il 24 luglio 1926, sposò il famoso attore Gustaf Gründgens, ma i due divorziarono nel 1929. Nel 1927, insieme al fratello Klaus, aveva fatto un viaggio intorno al mondo che fu documentato dal loro libro, Rundherum; Das Abenteuer einer Weltreis. L'anno seguente, cominciò la sua carriera giornalistica e politica. Fu coinvolta come attrice nel film Ragazze in uniforme, ma lasciò la produzione prima che il film fosse completato.
Nel 1932, pubblicò il primo dei suoi libri per l'infanzia. In quel periodo ebbe diverse storie amorose lesbiche. La prima di cui si ha notizia, fu quella con l'attrice Pamela Wedekind, che conobbe a Berlino e che era fidanzata con suo fratello Klaus. Più tardi, ebbe una relazione con la regista Therese Giehse e con le giornaliste Betty Cox e Annemarie Schwarzenbach. Come venne scritto più tardi, entrambe le relazioni furono sessualmente appassionate e molto stimolanti dal punto di vista intellettuale.

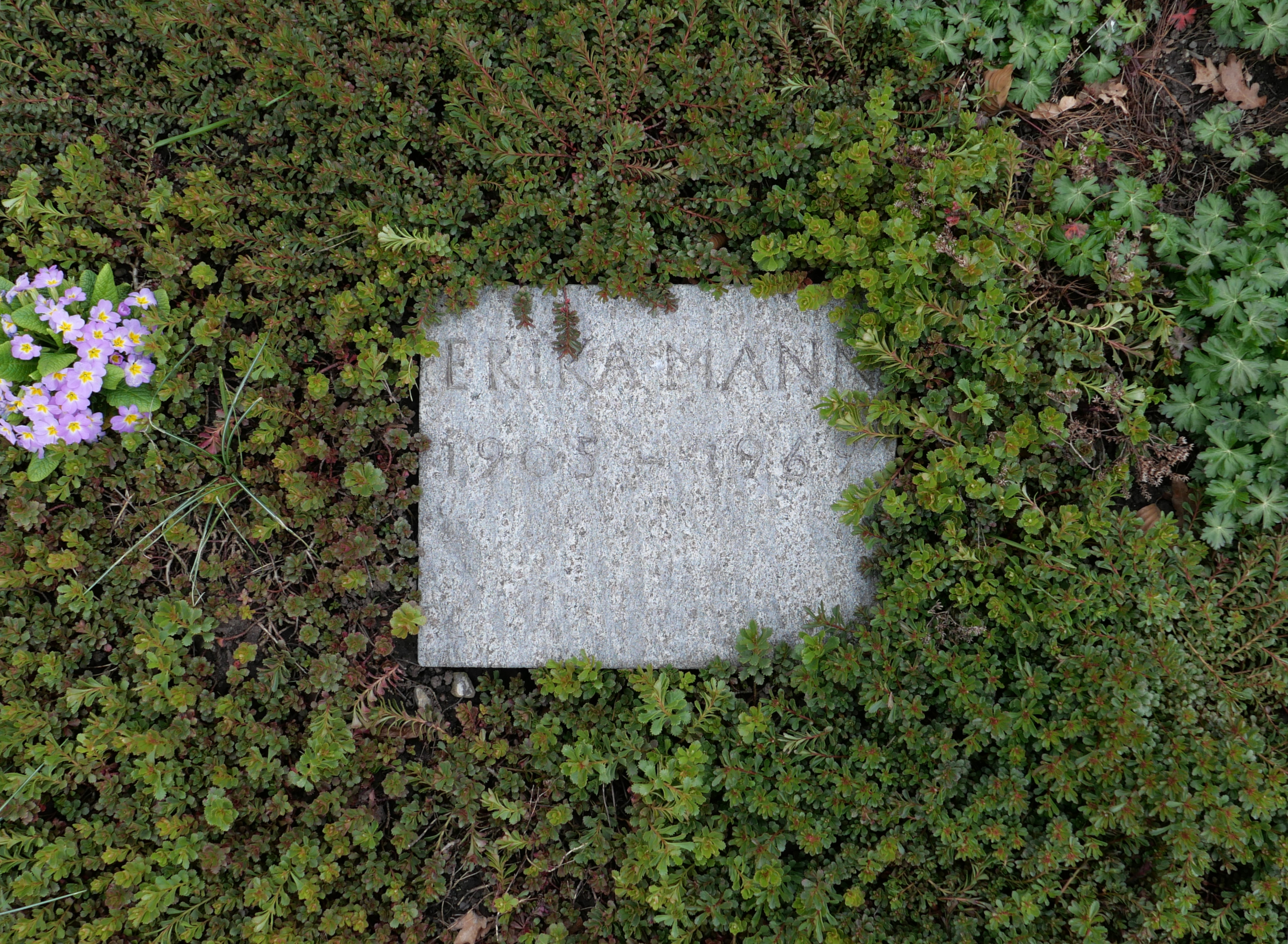
La tomba di Erika Mann nella tomba di famiglia nel cimitero di Kilchberg.

Nel 1933 fondò assieme all'amante Therese Giehse la compagnia di cabaret Pfeffermühle (il Macinapepe), i cui lavori sono contraddistinti da un contenuto fortemente politico in chiave anti-nazista. Con l'avvento del nuovo regime, però, la Mann preferì (1935) scegliere la strada dell'esilio, dapprima a Parigi, assieme al fratello Klaus, e poi in Inghilterra; infine, approdò negli USA assieme al suo gruppo teatrale. Fu durante il soggiorno in Inghilterra che sposò, in un matrimonio di pura convenienza, lo scrittore omosessuale inglese Wystan Hugh Auden, nozze che le consentirono di acquisire un passaporto britannico.
Quando nel 1938 il padre Thomas lasciò l'Europa per riparare anch'egli negli Stati Uniti, Erika lo aiutò ad ambientarsi in un mondo nuovo e per lui del tutto estraneo: particolarmente commoventi risultano, in questo senso, le lettere e gli appunti che raccontano il disagio, anche economico, avvertito dalla famiglia Mann ma tuttavia mai lasciato trapelare all'esterno. Dal 1936 in avanti Erika Mann visse in prevalenza negli Stati Uniti, dove svolse attività di corrispondente per la BBC. Poté fare ritorno in Europa nel 1945, associata all’esercito americano, per seguire il processo di Norimberga, alloggiando nel Press Camp, allestito presso il castello Faber-Castell situato a Stein, una cittadina a 8 km da Norimberga. Morì a Zurigo, in Svizzera, nel 1969.

## Filmografia
- L'incesto (Wälsungenblut), regia di Rolf Thiele - sceneggiatura (1965)

## Opere
- Mein Vater, der Zauberer (Reinbeck bei - Amburgo, 1996)
- La scuola dei barbari - L'educazione della gioventù nel Terzo Reich
(ISBN 9788880570493)
- con Klaus Mann, Viaggio intorno al mondo, postfazione di Uwe Naumann. A cura di Maria Luisa Cantarelli. [Trad. di Maria Luisa Cantarelli], ISBN 88-7768-212-4
- Quando si spengono le luci, a cura (e con bella postfazione) di Agnese Grieco, Il Saggiatore, 2013.